# Thysanopyga nigricosta
Thysanopyga nigricosta là một loài bướm đêm trong họ Geometridae.